# ویلنگ زاوبژانگسکی
ویلنگ زاوبژانگسکی (به لاتین: Wieleń Zaobrzański) یک روستا در لهستان است که در گمینا پژمنت واقع شده‌است.
 ویلنگ زاوبژانگسکی  ۲۰۰ نفر جمعیت دارد.